# Alpinia malaccensis
Alpinia malaccensis är en enhjärtbladig växtart som först beskrevs av Nicolaas Laurens Nicolaus Laurent Burman, och fick sitt nu gällande namn av William Roscoe. Alpinia malaccensis ingår i släktet Alpinia och familjen Zingiberaceae.

## Underarter
Arten delas in i följande underarter:
- A. m. nobilis
- A. m. malaccensis

## Bildgalleri

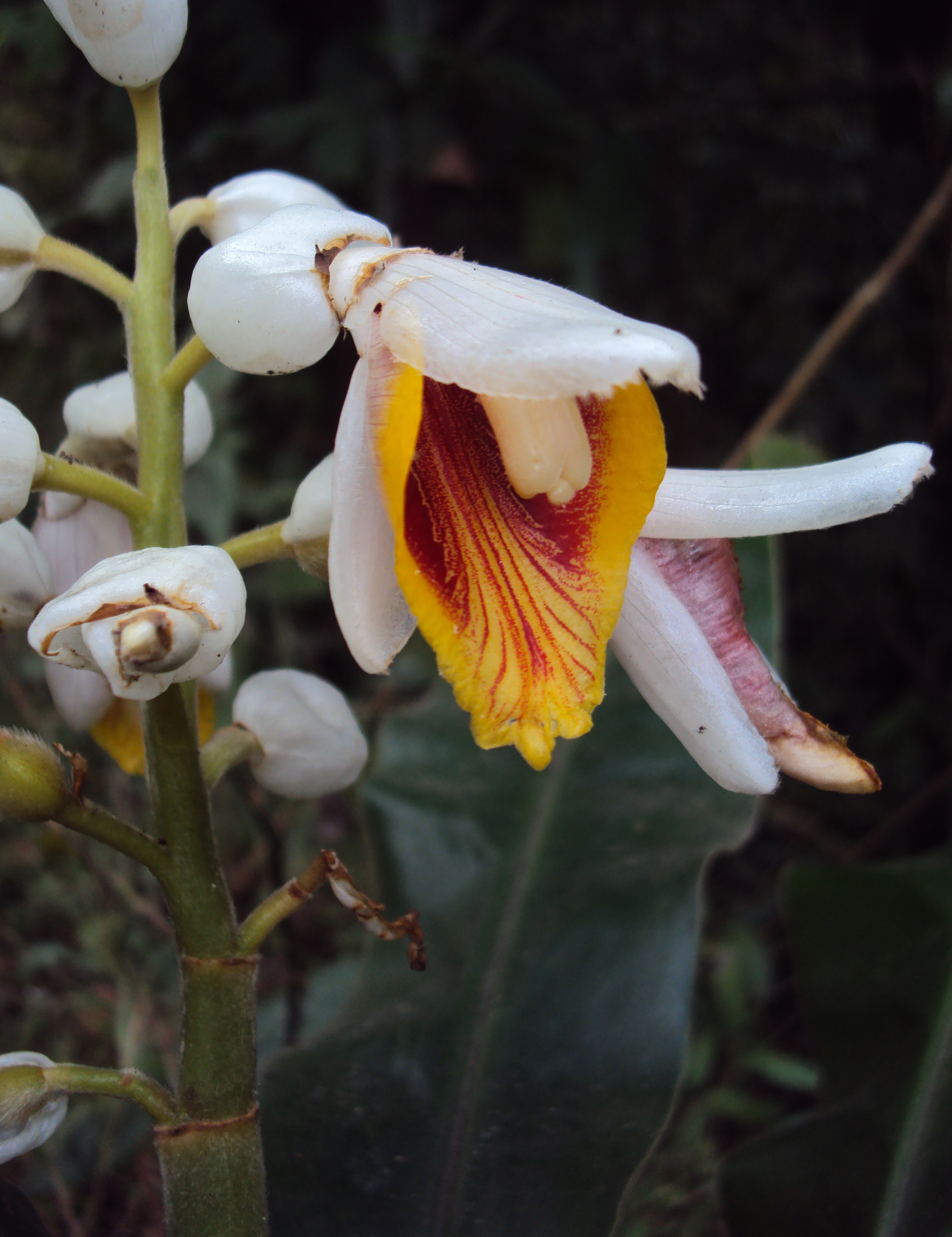
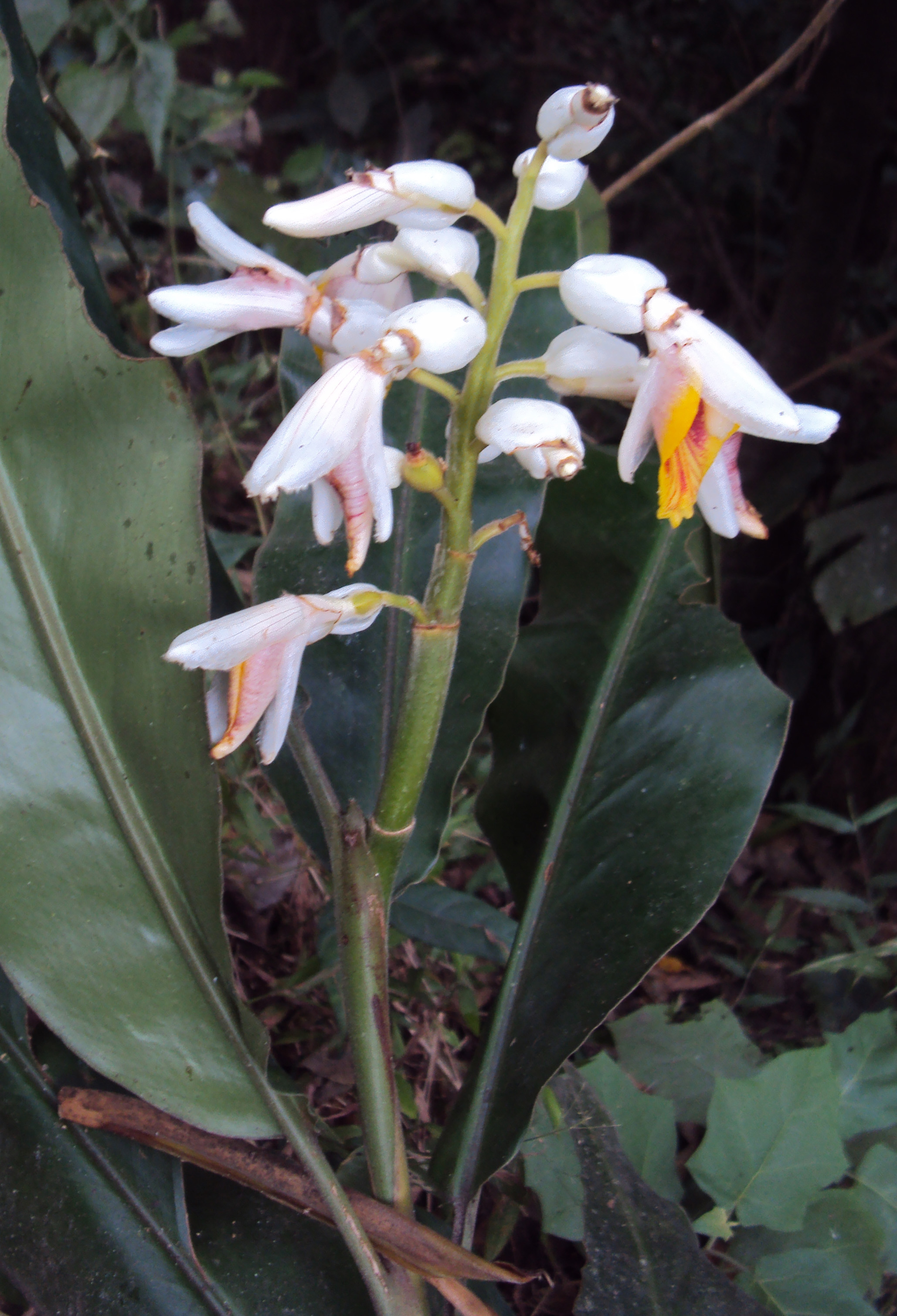
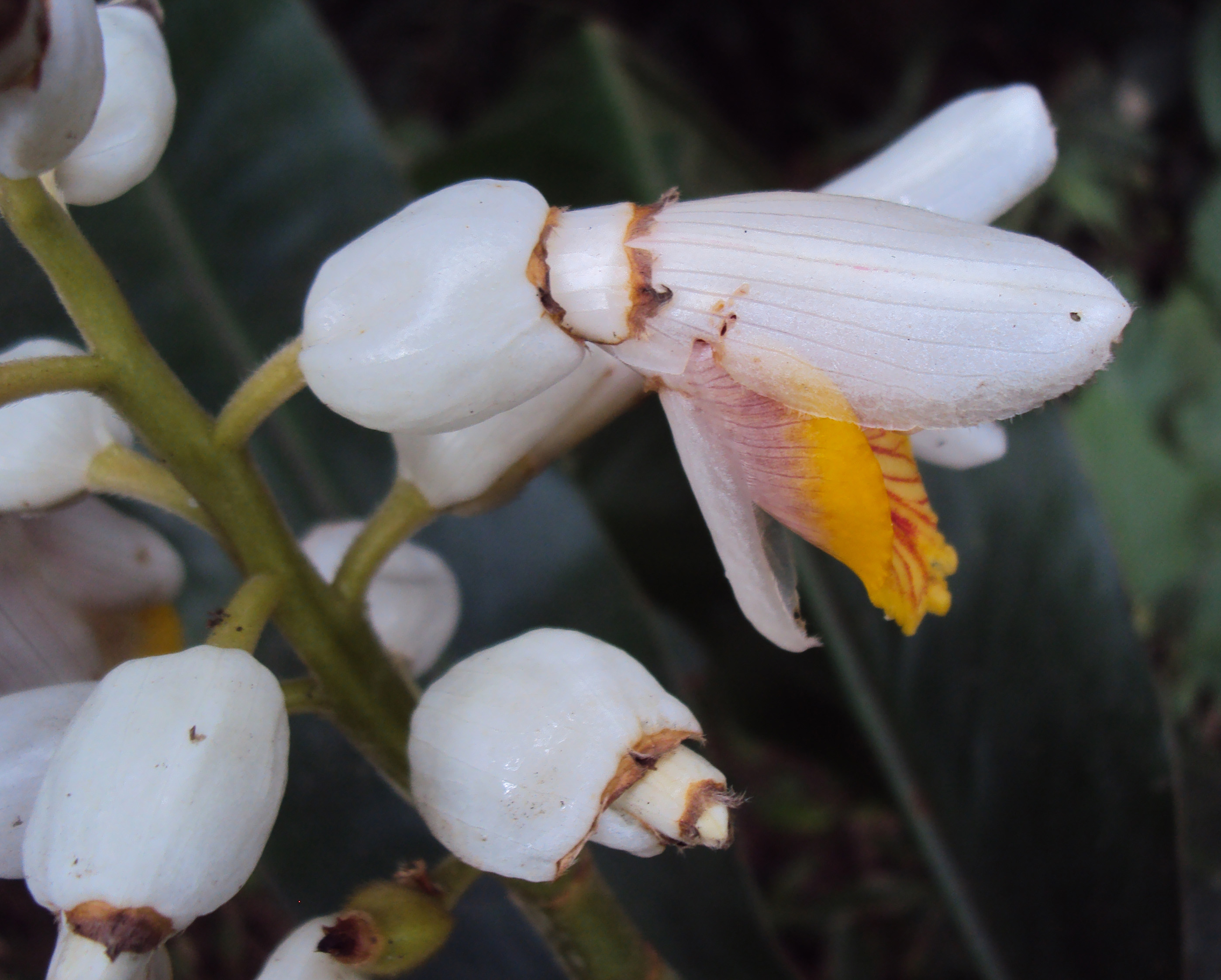
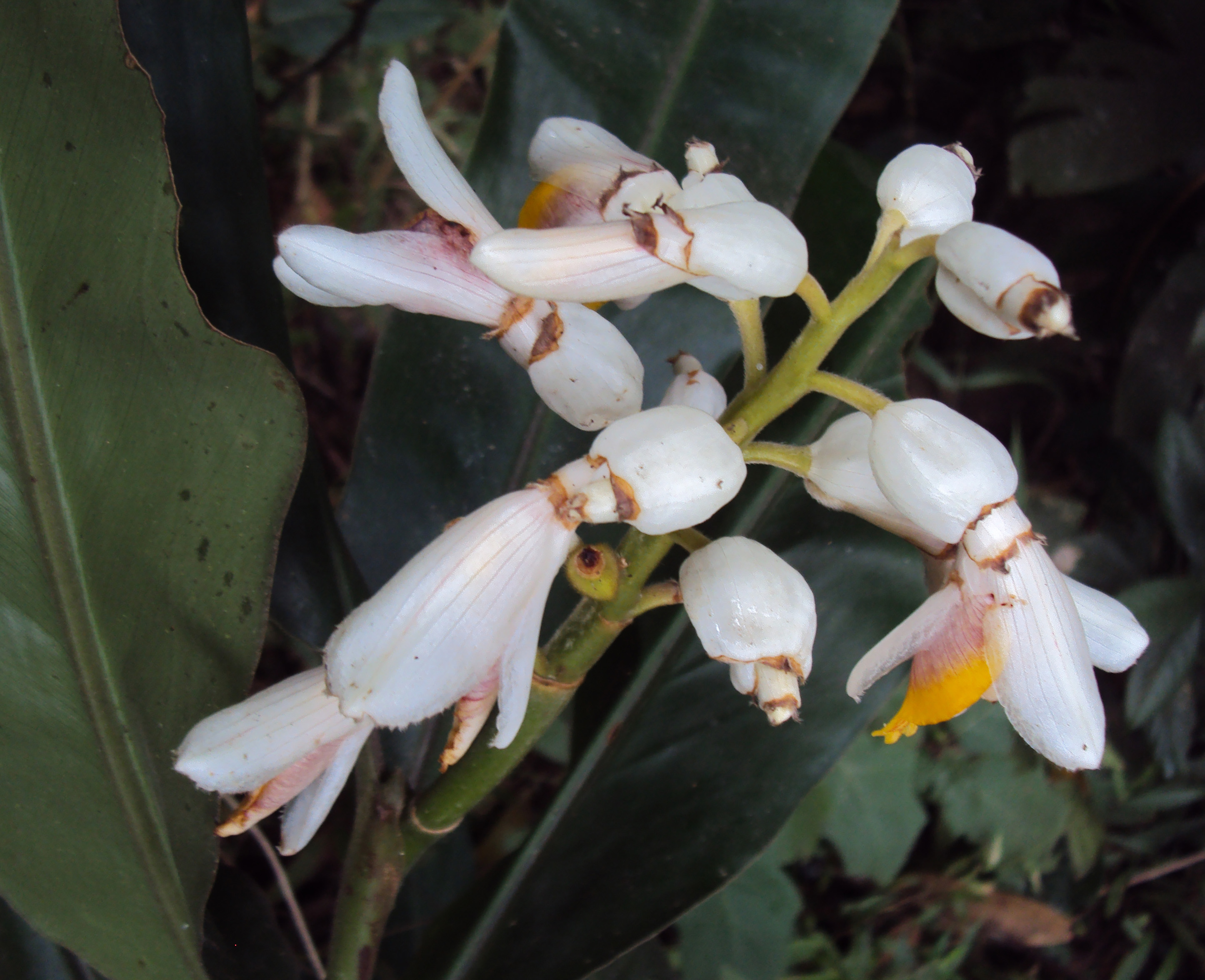